# Apeadeiro de Conraria

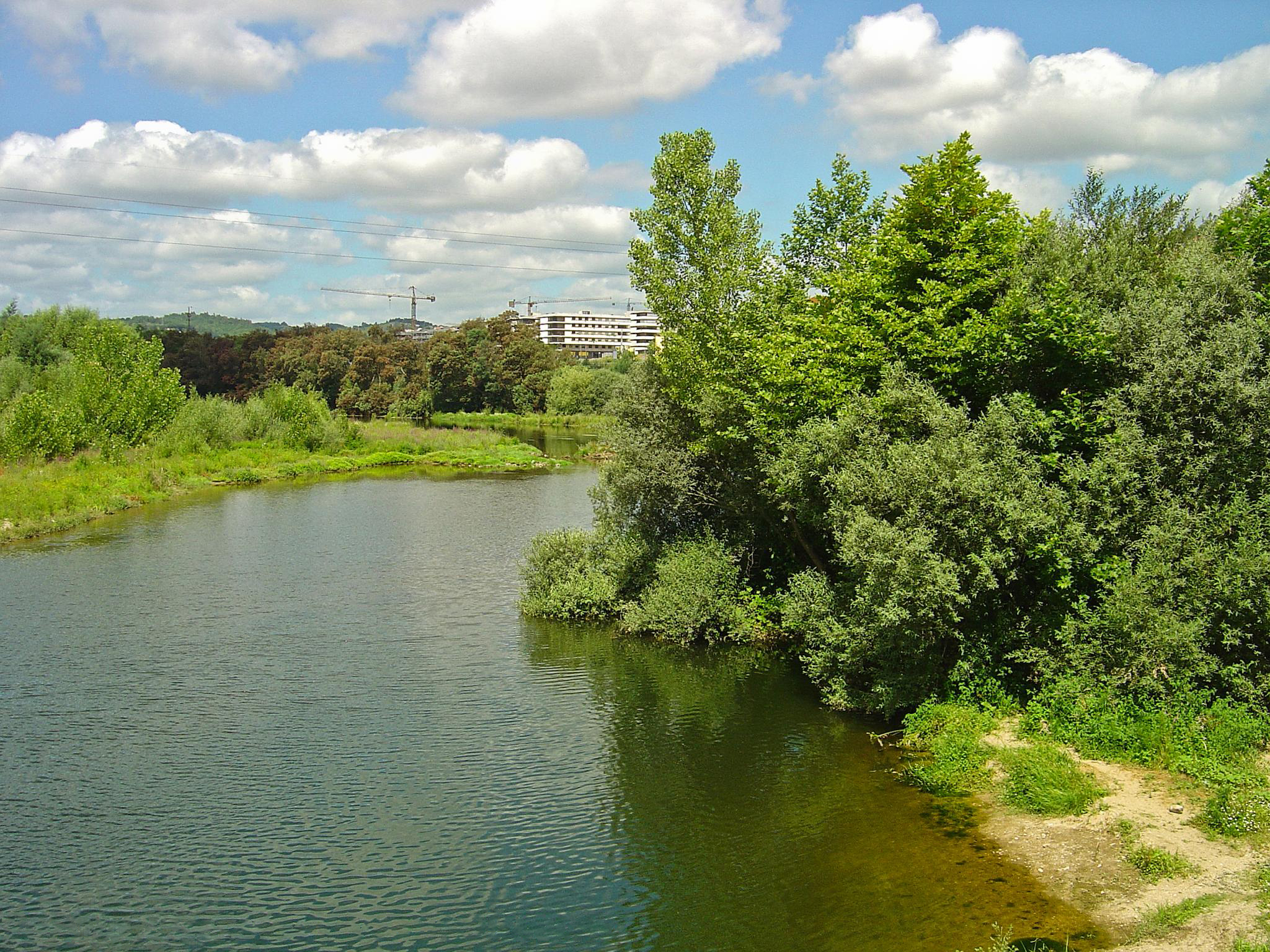
O Rio Ceira em 2008, junto ao local do entretanto extinto Apeadeiro de Conraria.

O Apeadeiro de Conraria foi uma interface de caminhos de ferro do Ramal da Lousã, que servia as localidades de Ceira e de Conraria, no concelho de Coimbra, em Portugal.

## Descrição
O abrigo de plataforma situava-se do lado poente da via (lado direito do sentido ascendente, a Serpins).

## História

### Abertura ao serviço
Este apeadeiro encontrava-se no troço entre Coimbra e Lousã do Ramal da Lousã, que abriu à exploração no dia 16 de Dezembro de 1906, pela Companhia Real dos Caminhos de Ferro Portugueses.

### Século XXI
Em Fevereiro de 2009, a circulação no Ramal da Lousã foi temporariamente suspensa para a realização de obras, tendo os serviços sido substituídos por autocarros.

Em 4 de Janeiro de 2010, o troço entre o Apeadeiro de Coimbra-Parque e a Estação de Miranda do Corvo foi encerrado para a reconversão do sistema ferroviário num metro de superfície, tendo sido criado um serviço rodoviário de substituição. Já em 2007, o projeto apresentado para o Metro Mondego (entretanto nunca construído) preconizava a inclusão de Conraria como uma das 14 interfaces do Ramal da Lousã a manter como estação/paragem do novo sistema.